# Pristomyrmex orbiculatus
Pristomyrmex orbiculatus är en myrart som beskrevs av Horace Donisthorpe 1948. Pristomyrmex orbiculatus ingår i släktet Pristomyrmex och familjen myror. Inga underarter finns listade i Catalogue of Life.